# 岡本大八
岡本大八（？—1612年4月21日）是日本從安土桃山時代到江戶時代的武將，為本多正純的重臣，岡本大八事件中知名的人物。他也是一名吉利支丹，教名保祿（葡萄牙語：Paulo）。

## 生平
岡本大八是江戶的與力岡本八郎左衛門之子。
最初他侍奉長崎奉行長谷川藤廣，不久成為本多正純的家臣。慶長十四年（1609年），有馬晴信在長崎港外攻擊一艘名為馬德雷·德·迪烏斯號的葡萄牙船隻，此時他正擔任「監視役」一職。此事件中岡本大八以可向德川家康斡旋恩賞之事從有馬晴信那裡收取了大量的賄賂，不過由於過了許久都沒有聽到賞賜的消息，遂直接與本多正純會面談判才發覺遭到了詐欺，之後在慶長十七年（1612年）時岡本大八與有馬晴信直接對質，三月二十一日於駿府市裡遊街示眾，之後在安倍川的河灘被處以火刑。